# Andrea Kahofer
Andrea Kahofer (* 17. Oktober 1973 in Feldbach in der Steiermark als Andrea Lex) ist eine österreichische Politikerin der Sozialdemokratischen Partei Österreichs (SPÖ). Von Juni 2018 bis März 2023 war sie vom Landtag von Niederösterreich entsandtes Mitglied des Bundesrates. Mit 1. Jänner 2023 wurde sie Vizepräsidentin des Bundesrates.

## Leben

### Ausbildung und Beruf
Andrea Kahofer besuchte nach der Volksschule in Sankt Martin an der Raab und der Hauptschule in Jennersdorf das dortige Bundesaufbaurealgymnasium, wo sie 1991 maturierte. Ab 1991 besuchte sie das Kolleg für Tourismus am Hotel Modul in Wien, 1993 legte sie die Berufsreifeprüfung ab und erlangte die Berufsberechtigung als Tourismuskauffrau. Anschließend war sie in verschiedenen Positionen und Unternehmen in der Gastronomie tätig, unter anderem von 1994 bis 2001 als Restaurantleiterin, Gebietsleiterin und Bereichsleiterin für die WIGAST/Wienerwald.
Seit 2002 ist sie selbständige Unternehmerin, zunächst war sie im Bereich Gastronomie tätig, seit 2008 arbeitet sie als Trauerrednerin und Trauerbegleiterin und Betreiberin einer Veranstaltungsagentur für die Organisation von Feierlichkeiten inklusive Veranstaltungsmoderation. Ehrenamtlich ist sie seit 2012 Bezirksvorsitzende der Volkshilfe Neunkirchen.

### Politik
Von 2010 bis 2015 gehörte sie dem Gemeinderat der Stadtgemeinde Neunkirchen in Niederösterreich an, wo sie seit 2015 Stadträtin für Raumplanung und Umwelt ist.
Seit 28. Juni 2018 ist sie vom Landtag von Niederösterreich entsandtes Mitglied des Bundesrates, wo sie dem Ausschuss für Land-, Forst- und Wasserwirtschaft, dem Ausschuss für Sportangelegenheiten, dem Finanzausschuss, dem Umweltausschuss, dem Unvereinbarkeitsausschuss und dem Wirtschaftsausschuss angehört. Sie folgte René Pfister nach, der in den Landtag wechselte.
Im Oktober 2018 wurde sie zur Spitzenkandidatin der SPÖ Neunkirchen für die Gemeinderatswahl 2020 gewählt, im November 2019 als Nachfolgerin von Gustav Morgenbesser zur Stadtparteivorsitzenden der SPÖ Neunkirchen. Am 25. Juni 2021 wurde sie bei der Bezirksparteikonferenz der SPÖ im Bezirk Neunkirchen zu einer der Stellvertreterinnen von SPÖ-Bezirksparteichef Christian Samwald gewählt.
Mit 1. Jänner 2023 folgte sie Günther Novak als Vizepräsidentin des Bundesrates nach. Nach der Landtagswahl in Niederösterreich 2023 schied sie aus dem Bundesrat aus. Im November 2023 gab sie bekannt, sich für die Gemeinderatswahl 2025 nicht um die Spitzenkandidatur zu bewerben. Ende 2023 legte sie den Stadtparteivorsitz zurück, interimistisch übernahm Günther Kautz die Führung der Stadtpartei. Im Juli 2024 kündigte sie ihren Rückzug aus allen politischen Ämtern an.